# Louis Le Franc
Pour les articles homonymes, voir Le Franc et Lefranc.
Louis Le Franc, né le 15 octobre 1960 à Loudéac, est un haut fonctionnaire français.
Il a notamment été nommé Haut-commissaire de la République en Nouvelle-Calédonie, le 6 février 2023 au 2 mai 2025.

## Origines, formation et début de carrière
Il est diplômé d'un D.E.U.G. sciences économiques à l'École spéciale militaire de Saint-Cyr. Issu de la promotion Grande Armée de cette même école (1981-83), Louis Le Franc sera ensuite nommé Officier de l’armée active le 1er aout 1984 en choisissant l’artillerie. En 1996, il décide de servir dans la préfectorale ce qui le conduira en Nouvelle-Calédonie en qualité de secrétaire général adjoint, puis secrétaire général du haut commissariat (2003-2005).

## Haut fonctionnaire

### Administration préfectorale
Louis Le Franc a fait l'ensemble de sa carrière dans le corps préfectoral. Il a notamment été préfet de la Haute-Corse, de l’Aude, d’Indre-et-Loire et de l’Oise. Nommé préfet du Pas-de-Calais, en août 2020, il quitte ses fonctions en juillet 2023. Il est ensuite nommé Haut-commissaire de la République en Nouvelle-Calédonie ce mercredi 18 janvier en remplacement de Patrice Faure.

### Haut-commissaire de la République
Le 18 janvier 2023, il est nommé Haut-commissaire de la République en Nouvelle-Calédonie, et il entre en fonction le 6 février suivant.

Lors de sa nomination, le ministère de l'intérieur envoie un communiqué à la presse qui précise que:
« Gérald Darmanin, ministre de l'Intérieur et des Outre-mer, a chargé Louis le Franc de poursuivre le dialogue constructif et exigeant engagé par son prédécesseur pour préparer le nouveau statut de la Nouvelle-Calédonie, alors que celle-ci se trouve à un tournant de son histoire. »
Un autre communiqué de ce ministère, également chargé de l'Outre-mer, donne des précisions quant à la mission de Louis Le Franc, en indiquant qu'« au-delà de la préparation de l'avenir institutionnel, le nouveau Haut-commissaire devra continuer d'accompagner le développement économique et social de la Nouvelle-Calédonie, ainsi que sa transition écologique. »
Louis Le Franc avait déjà exercé des fonctions en Nouvelle-Calédonie, notamment en tant que secrétaire général adjoint, puis secrétaire général du haut-commissaire (2003-2004). Il fut par la suite chargé de « restaurer la paix civile » à Wallis-et-Futuna, lors de la crise coutumière de 2005, puis il a été nommé conseiller technique de l’Outre-mer au cabinet du président de la République Jacques Chirac.
Il est surtout confronté aux émeutes de 2024. Il quitte ses fonctions le 2 mai 2025, ayant été nommé préfet du Finistère.

## Distinctions
- Officier de la Légion d'honneur (3 juillet 2024), Chevalier le 14 juillet 2014[7]
- Officier de l'ordre national du Mérite (15 novembre 2018)
- Chevalier de l'ordre des Palmes académiques
- Officier de l'ordre du Mérite agricole
- Croix du combattant
- Médaille d'Outre-Mer
- Médaille de la Défense nationale, échelon argent
- Médaille de la sécurité intérieure, bronze

- Médaille de la jeunesse, des sports et de l'engagement associatif, bronze
- Médaille de reconnaissance de la Nation